# Phoenix Mercury 2009
La stagione 2009 delle Phoenix Mercury fu la 13ª nella WNBA per la franchigia.
Le Phoenix Mercury vinsero la Western Conference con un record di 23-11. Nei play-off vinsero la semifinale di conference con le San Antonio Silver Stars (2-1), la finale di conference con le Los Angeles Sparks (2-1), vincendo poi il titolo WNBA battendo nella finale le Indiana Fever (3-2).

## Roster
| N° | Naz.                   | Ruolo | Sportivo          | Anno | Alt. | Peso |
| -- | ---------------------- | ----- | ----------------- | ---- | ---- | ---- |
| 2  | Stati Uniti (bandiera) | G     | Temeka Johnson    | 1982 | 160  | 60   |
| 3  | Stati Uniti (bandiera) | G     | Diana Taurasi     | 1982 | 183  | 78   |
| 11 | Stati Uniti (bandiera) | G     | Ketia Swanier     | 1986 | 170  | 65   |
| 13 | Australia (bandiera)   | A     | Penny Taylor      | 1981 | 185  | 76   |
| 14 | Stati Uniti (bandiera) | G     | Allie Quigley     | 1986 | 178  | 67   |
| 21 | Stati Uniti (bandiera) | AC    | Brooke Smith      | 1984 | 191  | 88   |
| 23 | Stati Uniti (bandiera) | G     | Cappie Pondexter  | 1983 | 173  | 73   |
| 24 | Stati Uniti (bandiera) | G     | DeWanna Bonner    | 1987 | 193  | 62   |
| 30 | Stati Uniti (bandiera) | AC    | Nicole Ohlde      | 1982 | 196  | 86   |
| 33 | Stati Uniti (bandiera) | G     | Kelly Mazzante    | 1982 | 180  | 71   |
| 43 | Stati Uniti (bandiera) | A     | Le'coe Willingham | 1981 | 183  | 93   |
| 50 | Stati Uniti (bandiera) | AC    | Tangela Smith     | 1977 | 191  | 72   |

## Staff tecnico
Allenatore: Corey Gaines

Vice-allenatori: Bridget Pettis, Julie Brase

Preparatore atletico: Tamara Poole

Preparatore fisico: Ben Hadley